# IDIC-15
IDIC-15 (een afkorting van isodicentrisch chromosoom 15) is een zeldzame chromosomale afwijking waarbij de diegene die het betreft in elke lichaamscel te veel genetisch materiaal heeft. Naast de 46 chromosomen die normaal gesproken in elke lichaamscel voorkomen, hebben de lijders een klein extra chromosoom dat is ontstaan uit chromosoom 15.
Dit extra genetische materiaal, dat verschillende lengtes kan hebben, wordt als oorzaak gezien van de moeilijkheden die mensen met IDIC-15 hebben. Deze moeilijkheden zijn: een achterblijvende lichamelijke en geestelijke ontwikkeling alsmede beperkte leermogelijkheden en afwijkende gedragingen.
IDIC-15 wordt ook wel partiële tetrasomie 15 genoemd omdat enkele deelgebieden van chromosoom 15 in de lichaamcellen te veel voorkomen. De benamingen die in de loop der tijd in verschillende onderzoeken naar deze zeldzame chromosoomafwijking zijn gebruikt, zijn veranderd maar betekenen allemaal hetzelfde: IDIC-15, partiële tetrasomie 15, extra marker, inverted duplication 15, inv dup 15, isodicentric 15.

## Lichamelijke verschijnselen
Over het algemeen worden kinderen met IDIC-15 geboren zonder lichamelijke problemen en is hun levensverwachting net als die van andere mensen. Vaak noemen ouders zelfs het kind buitengewoon mooi zodat men bij een eerste aanblik mogelijke problemen niet ziet.
Zuiver uiterlijke verschijningsvormen kunnen zijn: iets schuin verlopende ooglidspleten, huidplooitjes bij de binnenooghoeken, diepliggende ogen, grote oren, een platte neusbrug en een hoog verhemelte. Vaak ziet men ook een smal en/of klein postuur als wel een smal, lang gezicht en ongewoon gevormde oren. Vaak is er sprake van een lage spierspanning (hypotonie); de kinderen zijn vaak laat met het rechtop houden van het hoofd, met zich op de zij draaien en rechtop zitten. Als therapie tegen hypotone spierspanning is vaak een intensieve fysiotherapeutische behandeling nodig, die met hulp van ouders goede resultaten laat zien. De gewrichten kunnen buitenproportioneel flexibel zijn. Hoewel de kinderen meestal langzaam en laat leren lopen, vaak na het tweede levensjaar, kunnen vele op latere leeftijd rennen, klimmen, springen, fietsen of zelfs aan sportactiviteiten deelnemen. Kinderen met IDIC-15 zijn bijzonder gevoelig voor nek-, neus en oorontsteking. Ook een kromme rug (scoliose) komt vaker voor. Een aandoening aan de innerlijke organen, gespleten verhemelte of een open ruggetje worden niet vaak gemeld.

## Oorzaak
IDIC-15 kan ontstaan tijdens de (ei)celontwikkeling. De chromosoomafwijking treedt spontaan op, als een ‘foutje van de natuur’. Er bestaat geen samenhang tussen levensstijl van ouders of omgevingsfactoren en het ontstaan van IDIC-15. Kinderen met IDIC-15 worden in families met alle huidskleuren, welvaartsverschillen en etnische achtergronden geboren. Met andere woorden: er is niets wat ouders voor of gedurende de zwangerschap kunnen doen om IDIC-15 te voorkomen. Niemand kan vooraf zeggen of en welke aanstaande ouders een kind met IDIC-15 ter wereld brengen.
In het algemeen treedt IDIC-15 dus ‘spontaan’ op. Dat wil zeggen dat het markerchromosoom bij beide ouders niet aanwezig is. Dit kan met behulp van een chromosomentest via bloedafname bij beide ouders worden onderzocht. Als bij de ouders geen markerchromosoom aanwezig is, dan is de kans nogmaals een baby met IDIC-15 te krijgen minder dan 1% (het risico is hoger dan het bevolkingsrisico vanwege mogelijk mozaïcisme bij een van de ouders).
Is de IDIC-15 door overerving ontstaan, dan bestaat ook voor andere kinderen een groter risico IDIC-15 te krijgen. Omdat de situatie in elk gezin anders is wordt geadviseerd een genenspecialist te raadplegen.
Het extra genetisch materiaal dat mensen met IDIC-15 hebben bestaat meestal uit het normale chromosomenpaar 15 plus een klein extra stukje chromosoom 15 dat de ‘marker’ wordt genoemd. De marker bestaat veelal uit twee kopieën van het bovenste stukje chromosoom (p) die in spiegelbeeld aan elkaar vastzitten. Anders gezegd: het markerchromosoom bestaat veelal uit twee identieke segmenten van de kort arm (p-arm) van het chromosoom, twee insnoeringen (=centromeer), en een deel van de lange arm (q-arm) van het chromosoom (q11-q13 in de meeste gevallen).
Deze laatstgenoemde chromosoomregio, ook wel kritische PWS/AS-regio genoemd naar het syndroom van Prader-Willi en/of syndroom van Angelman, is verantwoordelijk voor de symptomen van IDIC-15. Hoe langer het deel is van het extra genetische materiaal, des te zwaarder zijn de te verwachten gevolgen voor betrokkenen. 
Het is mogelijk dat de marker zo klein is dat er geen (belangrijke) erfelijke informatie op aanwezig is. De dragers van zo’n kleine marker hebben daarom nergens last van en kunnen de marker zonder problemen doorgeven aan hun kinderen. Het kan dus voorkomen dat iemand slechts een klein extra markerchromosoom in zijn lichaamscellen heeft, waarop de kritische regio niet voorkomt, het niet weet, en het dus erfelijk doorgeven kan.
Er bestaan ook andere afwijkingen van het ‘normale’ chromosomenpaar. Vaak komt het voor dat iemand meer dan één markerchromosoom 15 heeft, zodat in totaal 48 of 49 chromosomen in een cel zitten. Soms is een marker in slechts een deel van alle cellen aanwezig, we spreken dan van een mozaïek-marker.
De gekopieerde p-arm zowel als de tweevoudig voorhanden zijnde centromeer heeft geen uitwerking op de ontwikkelingsmogelijkheden van betrokken persoon. Verantwoordelijk voor de symptomen die samenhangen met IDIC-15 is de kritische PWS/AS-regio, in dit geval q11.2 tot en met q13 die op de marker twee keer voorkomt.

## Hoe vaak komt IDIC 15 voor?
IDIC-15 is een zeldzame chromosoomafwijking. Men schat dat 18 op de 100.000 baby’s getroffen worden. Dit zijn zowel de kinderen met een grote IDIC-15-marker als de kinderen met een kleine marker (zonder negatieve verschijnselen). Dit betekent dat elk jaar in Duitsland 135, in Nederland 36, in de VS 720, en in Australië 45 baby’s met IDIC-15 worden geboren. Dat lijkt wellicht veel maar de realiteit leert dat IDIC-15 niet echt bekend is en dat de meeste (huis)artsen of kinderartsen nog nooit een kind met IDIC-15 hebben onderzocht.

## Welke gevolgen heeft IDIC-15 voor de drager?
Er is geen helder toekomstbeeld over de ontwikkeling van een kind met IDIC-15: alle mensen zijn individuen, elk met zijn eigen eigenaardigheden. Toch zijn er een aantal karakteristieken voor IDIC-15-mensen die zeer opvallend kunnen zijn. Deze karakteristieken zijn echter ook exemplarisch voor veel andere chromosoomafwijkingen. Daarom bestaat er geen eenduidig specifiek profiel die het stellen van een diagnose gemakkelijker maakt. Geen van de karakteristieken beschrijft uitsluitend de symptomen van dit syndroom. Daarbij komt dat de uiterlijke verschijning van IDIC-15-kinderen over het algemeen niet anders is dan die van andere kinderen. Omdat vaak aangenomen wordt dat genetische bepaalde syndromen tot opvallende uiterlijke verschijningen leiden kan dit vertragend werken in de diagnosestelling.

## Behandelmethoden / behandeling
De ware oorzaak voor de problemen die voortvloeien uit IDIC-15 is tot op de dag van vandaag niet aangetoond en dus niet te genezen. Bij diverse verschijnselen kunnen een gezamenlijke aanpak van familie, dagverblijf, school en therapeuten met diverse methoden inspelen op de ontwikkeling van een kind zodat een hogere kwaliteit van leven wordt gerealiseerd. Voorwaarde hiervoor is dat familie en vrienden zich over de mogelijkheden van therapieën en ondersteuning in hun eigen woonplaats goed laten informeren. Als voorbeeld is hieronder een top-10 lijst samengesteld die ouders met kinderen gezamenlijk hebben opgesteld en die in de nieuwsbrief ‘Mirror’ (zomer 2004) van IDEAS is uitgegeven. De aanbevelingen hebben specifiek betrekking op het eerst levensjaar maar zijn ook belangrijk voor de verdere ontwikkeling.
1. Ontwikkeling van zintuiglijke waarneming — Kinderen met IDIC-15 hebben vaak problemen met de waarneming van hun omgeving. Stimuleren van de zintuigen is het eerste punt dat ouders van IDIC-15 kinderen benoemen.
2. Waterspel/zwemmen — Zwemmen en spelen met water stimuleert vaak de zintuigen en kun je samendoen. Ouders melden dat deze activiteit de kinderen stimuleert, spieren versterkt, eetlust opwekt en plezierig is.
3. Fysiotherapie — Een fysiotherapeut kan beoordelen waar de ontwikkelingsproblemen van de grove motoriek liggen en welke stimulering of behandeling kan helpen.
4. Ergotherapie — Een ergotherapeut kan aanbevelingen doen met betrekking tot de fijnmotoriek en kan deze in het werken met het kind stimuleren, maar ook de zintuigen stimuleren.
5. Logopedie — Een logopedist kan al bij kleine kinderen advies geven over communicatie en aan de spraakontwikkeling en de stimulering van de mondmotoriek bijdragen. Met deze maatregelen kun je niet vroeg genoeg beginnen, ook wanneer het kind geen verbale of spraakneiging toont. Het is vaak niet eenvoudig een logopedist voor de preverbale communicatieontwikkeling te vinden omdat de behandeling op non-verbale onderdelen niet altijd door alle logopedisten wordt aangeboden.
6. Muziek en liedjes — De meeste IDIC-15-kinderen houden veel van muziek. Hiermee leren zij hun vaardigheid om zaken op te merken uit te bouwen. Liedjes zingen zijn een hulp bij het leren van spraak.
7. Duidelijke lichamelijke genegenheid — Deze kinderen hebben, zoals alle kinderen, het nodig het gevoel te hebben geliefd te zijn. Vaak bent u wellicht niet in staat of in gelegenheid op dagelijkse vluchtige momenten een toenadering waar te nemen. Daarom is het belangrijk dat je je liefde duidelijk en zo vaak als mogelijk toont. Het is goed voor je kind en voor jezelf!
8. Contact met andere kinderen — Het ervaren van broertjes en/of zusjes of andere kinderen die geen ontwikkelingsproblemen hebben is voor IDIC-15-kinderen opwindend en motiverend.
9. Praten, praten, praten — De stimulering die ouders en oppassen in de eerste drie levensjaren geven is zeer betekenisvol voor de vaardigheden tot communicatie voor de rest van het leven.
10. Duidelijk einde-dag-ritueel — Een voorspelbare en dagelijkse afloop kunnen het kind een gevoel van vertrouwen en zelfstandigheid geven.